# Nowo Sełani
Nowo Sełani lub Novo Selani (maced. Ново Селани) – wieś we wschodniej Macedonii Północnej, w gminie Czeszinowo-Obleszewo, niedaleko miasta Koczani.